# Vlag van Uddel

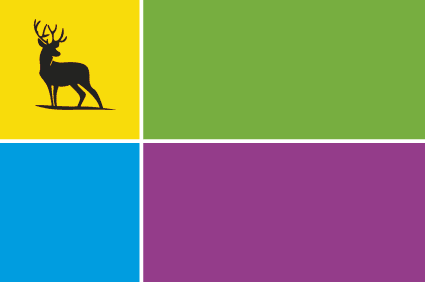
Dorpsvlag Uddel

De vlag van Uddel werd onthuld op 16 juni 2020 als de dorpsvlag van het Gelderse dorp Uddel. De uiteindelijke vlag is een samenstelling van drie ingestuurde ontwerpen. De winnaars zijn Jaap van Vliet, Rebecca Schouten en Svenja Schütz. De kleuren komen uit de ontwerpen. De kleur blauw symboliseert het Uddelermeer. De kleur geel symboliseert het zand waarop Uddel is gebouwd, de ondergrond van Uddel plus de zandverstuivingen rondom Uddel. De kleur groen legt de link met zowel de bossen als de agrarische achtergrond van Uddel. De agrarische sector is een belangrijke motor van de economie rondom Uddel. De kleur paars heeft met de heide te maken. Het edelhert symboliseert het wild dat rondom Uddel leeft. Het is een edel dier en het symboliseert kracht en leven. De kleurvlakken zijn van elkaar gescheiden door twee witte lijnen. Wanneer de vlag gekanteeld is, kun u hier een Scandinavisch kruis uit afleiden. Deze legt een link met de christelijke geloofsachtergrond van Uddel.
Acquoy
· Beekbergen-Lieren
· Beemte Broekland
· Bemmel
· Bennekom
· Bredevoort
· Deil
· Doornenburg
· Ederveen
· Elden
· Emst
· Enspijk
· Epse
· Gameren
· Gellicum
· Groenlo
· Harskamp
· Herwijnen
· Heukelum
· Heveadorp
· Hoenderloo
· Kerkdriel
· Klarenbeek
· Kootwijkerbroek
· Laag-Keppel
· Lathum
· Leuvenum
· Loenen
· Loil
· Meteren
· Netterden
· Oosterhuizen
· Radio Kootwijk
· Rumpt
· Schaarsbergen
· Spijk
· Stroe
· Teuge
· Uddel
· Ugchelen
· Vaassen
· Vierhouten
· Voorthuizen
· Vredenburg/Kronenburg